# Teilwertverfahren
Beim Teilwertverfahren handelt es sich um ein versicherungsmathematisches Bewertungsverfahren für Verpflichtungen aus betrieblicher Altersversorgung.
Das Teilwertverfahren ist in § 6a Abs. 3 EStG geregelt. Der dort definierte Teilwert ist ein Spezialfall des steuerlichen Teilwertes nach § 6 EStG. Angewandt wird das Teilwertverfahren im deutschen Handels- und Steuerrecht, während in internationalen Rechnungslegungsstandards die Projected Unit Credit Method (PUCM) üblich ist.
Beim Teilwertverfahren wird der Aufwand für den Aufbau einer Pensionsrückstellung über eine fiktive Prämie (Teilwertprämie) gleichmäßig über die Dienstzeit des begünstigten Arbeitnehmers verteilt. Dabei wird unterstellt, dass die Pensionszusage bereits bei Eintritt in das Unternehmen bestanden hat. Änderungen der Zusage beeinflussen somit auch die Prämien der Vergangenheit. Das führt dazu, dass jede Änderung der Zusage eine sprunghafte Veränderung der Pensionsrückstellung zur Folge hat.

## Berechnungsbeispiel
Das Berechnungsbeispiel basiert auf der Pensionszusage für den am 1. Januar 2023 im Alter von 30 Jahren eingetretenen Mitarbeiter, dem eine lebenslange Jahresrente von 10.000 € ab seinem 65. Lebensjahr zugesagt wurde, wobei die Rückstellung am Bilanzstichtag 31. Dezember 2023 nach der Teilwertmethode unter Verwendung des steuerlichen Zinssatzes von 6 % und einer angenommenen Rentenzahlungsdauer bis zum Alter von 85 Jahren wie folgt ermittelt wird.

### 1. Schritt: Berechnung des Barwerts der Pensionsleistung
Zuerst berechnen wir den Barwert der zukünftigen Pensionszahlungen zum Zeitpunkt des Renteneintritts (Alter 65).
- Zukünftige Rente: 10.000 € pro Jahr
- Anzahl der Rentenzahlungen: 20 Jahre

Der Barwert zum Renteneintritt ist der heutige Wert der 20 zukünftigen Zahlungen, abgezinst mit 6 %:
Barwert65 = 10.000 € × (1−(1+0,06){\displaystyle ^{-20}}) / 0,06 ≈ 114.699,21€

### 2. Schritt: Berechnung des Barwerts der Pensionsleistung am Bilanzstichtag (31. Januar 2023)
Dieser Barwert muss nun auf den Bilanzstichtag abgezinst werden. Der Mitarbeiter ist 30 Jahre alt und wird die Rente erst in 35 Jahren (von 30 bis 65) erhalten.
Barwert30 = Barwert65 × (1+0,06)−35 ≈ 114.699,21 € × 0,13013 ≈ 14.925,93 €

### 3. Schritt: Berechnung des jährlichen gleichbleibenden Beitrags (Teilwert)
Die Jahresbeträge müssen nun so bemessen werden, dass ihr Barwert am Beginn des Dienstverhältnisses gleich dem Barwert der künftigen Pensionsleistungen ist.
Wir suchen einen jährlichen, konstanten Betrag (Jahresprämie), der über die 35 Jahre der Anwartschaftsphase angesammelt wird, um den Barwert von 14.925,93 € am Stichtag zu erreichen.
Teilwertfaktor: Das ist der versicherungsmathematische Faktor für die Berechnung der jährlichen Prämie. Er lautet i/(1−(1+i){\displaystyle ^{-n}}) mit i=0,06 und n=35.
Jährliche Prämie = Barwert30 × 0,06 / (1−(1+0,06))−35 ≈ 14.925,93 € × 0,0716 ≈ 1.069,45 €

### 4. Schritt: Bildung der Rückstellung am Bilanzstichtag (31. Dezember 2023)
Die Pensionsrückstellung am Bilanzstichtag ist die Summe der angesammelten jährlichen Beiträge (Teilwerte) zuzüglich der aufgelaufenen Zinsen. Da es der erste Bilanzstichtag nach dem Beginn ist, ist es nur der erste Jahresbetrag.
Pensionsrückstellung am 31. Dezember 2023: 1.069,45€

### 5. Schritt: Berechnung der Rückstellung im Folgejahr (31. Dezember 2024)
Die Rückstellung im zweiten Jahr (am 31. Dezember 2024) ergibt sich aus dem Vorjahreswert, verzinst mit 6 %, plus dem neuen jährlichen Beitrag.
Rückstellung2024 =(Rückstellung2023 × 1,06) + Jahresprämie
Rückstellung2024 =(1.069,45 € × 1,06) + 1.069,45 € ≈ 1.133,62 € + 1.069,45 € ≈ 2.203,07 €
Dieser Prozess wird jedes Jahr fortgesetzt, bis der Mitarbeiter in den Ruhestand geht. Am Ende der Anwartschaftsphase (Alter 65) wird die Rückstellung den Barwert der Pensionsleistung von 114.699,21 € erreichen.